# Glavna cesta 1
Die Glavna cesta 1 (slowenisch für Hauptstraße 1) ist eine Hauptstraße erster Klasse in Slowenien.

## Verlauf
Die Straße führt von der österreichisch-slowenischen Grenze nordwestlich von Dravograd (deutsch: Unterdrauburg) in Verlängerung der österreichischen Lavamünder Straße B 80 nach Dravograd, wo die Glavna cesta 4 nach Velenje (deutsch: Wöllan) abzweigt. Sie folgt dem Flusslauf der Drau flussabwärts am linken (nördlichen) Flussufer über Radlje ob Dravi (deutsch: Mahrenberg) nach Maribor (deutsch: Marburg an der Drau). Im Marburger Stadtbezirk Koroška vrata biegt die Straße nach Süden ab, überquert die Drau über die Kärntner Brücke (slowenisch Koroški most) und verläuft durch die südlichen Stadtbezirke von Maribor nach Südosten bis zur Anschlussstelle Maribor-center der Autobahn Avtocesta A1 (Europastraße 57).
Die Länge der Straße beträgt 69,4 km.

## Geschichte
In jugoslawischer Zeit trug die Straße die Bezeichnung Magistrala 3. Der Abschnitt von Miklavž na Dravskem Polju südöstlich von Maribor bis Hajdina bis Ptui (deutsch:Pettau) wurde 2010 zur Regionalstraße 454 abgestuft.